# Metropoolregio Eindhoven
De Metropoolregio Eindhoven (MRE) is op basis van de Wet gemeenschappelijke regelingen een bestuurlijke samenwerking tussen 21 gemeenten in het zuidoosten van de provincie Noord-Brabant. Na  Eindhoven als de grootste stad (ca. 248.000 inwoners) volgen in grootte  Helmond (ca. 96.000) en Veldhoven (ca. 47.000). De Metropoolregio Eindhoven is de voortzetting van het Samenwerkingsverband Regio Eindhoven (SRE), formeel gewijzigd en hernoemd per 3 april 2015.
Tijdens het burgemeesterschap van Rein Welschen werd in 1997 de naam Brainport bedacht om de technologische en economische potentie van de regio Zuidoost-Brabant aan te duiden. De regio komt geheel overeen met het COROP-Gebied Zuidoost-Noord-Brabant.

## Geschiedenis
De gemeenten in Zuidoost-Brabant werken al geruime tijd nauw samen. In de jaren 70 van de vorige eeuw was reeds sprake van de Agglomeratie Eindhoven, die in 1985 bij wet werd opgeheven. In de jaren 90 was er even sprake van dat Eindhoven een stadsprovincie moest gaan vormen; dat plan ging uiteindelijk niet door. In 1993 werd op basis van de Wet gemeenschappelijke regelingen een stadsregio opgericht onder de naam Samenwerkingsverband Regio Eindhoven. Net als de andere zes stadsregio's in Nederland, werd de regio Eindhoven daarmee ook verantwoordelijk voor de aanbesteding van het openbaar vervoer in de regio. Op 1 januari 2015 verviel de wettelijke grondslag voor de stadsregio's. In februari 2015 is tot een gewijzigde regionale samenwerking besloten, welke per april 2015 onder de naam 'Metropoolregio Eindhoven' is doorgestart. De wettelijke SRE-taken op het terrein van mobiliteit zijn overgegaan naar de Provincie Noord-Brabant, de taken op het gebied van huisvesting naar de individuele gemeenten.

## Taken
De Metropoolregio Eindhoven organiseert de samenwerking tussen de 21 regiogemeenten op de drie thema's economie, ruimte en mobiliteit. Hiermee ondersteunt de Metropoolregio Eindhoven het realiseren van de ambities van de kennisregio Brainport Eindhoven, zoals verwoord in de agenda Brainport 2020. Via het onderdeel Regionaal Historisch Centrum Eindhoven behartigt de samenwerking daarnaast voor 20 regiogemeenten de gemeentelijke belangen op het gebied van cultuurhistorie en erfgoedbeheer.

## Brainport Eindhoven
Brainport Eindhoven is een samenwerkingsverband tussen gemeenten in de Metropoolregio Eindhoven, bedrijven en kennisinstellingen die actief zijn in de regio Zuidoost-Brabant (Eindhoven en omstreken). 
"De regio Zuidoost-Brabant geldt binnen Europa als een van de meest toonaangevende kennis- en innovatieregio’s en is met de aanduiding Brainport Eindhoven door het kabinet aangewezen als sleutelgebied voor de nationale economie. De regio onderscheidt zich door een hoge mate van research en development in combinatie met industriële- en hoogtechnologische bedrijvigheid."
1. In 2017 was Brainport Eindhoven met 5,6% economische groei de snelst groeiende regio van Nederland. In 2018 was de groei 3,3%.[7]
2. Zes bedrijven die behoren tot de Brainport Regio Eindhoven staan in de Top 30 Bedrijfs-R&D 2019 van het Technisch Weekblad, een lijst met de 30 Nederlandse bedrijven die het meeste uitgeven aan onderzoek en ontwikkeling. Dit zijn de bedrijven ASML (nr. 1), Philips (nr. 2), NXP (nr. 5), DAF (nr. 7), VDL (nr. 9), DEMCON (nr. 18) en Neways (nr. 29).[8]
3. In 2016 geeft het bedrijfsleven van Brainport Eindhoven ruim € 1,9 mld. uit aan eigen onderzoek en ontwikkeling (R&D, Research & Development). Hiermee is het bedrijfsleven in Brainport Eindhoven goed voor ruim een vijfde van de totale private R&D-uitgaven in Nederland.[7]
4. Met 31,9 miljard in 2018 is het de 3e grootste exportregio van Nederland, na Rotterdam en Amsterdam.[7]

Door de toegevoegde economische waarde voor Nederland heeft Brainport in november 2016 officieel de status van mainport ontvangen.
Om de regio (inter)nationaal verder op de kaart te zetten zijn de bedrijven VDL, ASML, Philips, Jumbo en High Tech Campus een samenwerking aangegaan met voetbalclub PSV. Hiermee staat vanaf het Eredivisie seizoen 2019/2020 de naam Metropoolregio Brainport Eindhoven op het shirt van PSV.
| Grootte | Bedrijf               | Plaats         | Topsector           |
| ------- | --------------------- | -------------- | ------------------- |
| 1000+   | ASML                  | Veldhoven      | High Tech           |
| 1000+   | DAF Trucks            | Eindhoven      | High Tech           |
| 1000+   | VDL Bus & Coach       | Valkenswaard   | High Tech           |
| 1000+   | Philips Healthcare    | Best           | High Tech           |
| 1000+   | Atos Nederland        | Eindhoven      | High Tech           |
| 1000+   | Neways Electronics    | Son en Breugel | High Tech           |
| 1000+   | NTS Group             | Eindhoven      | High Tech           |
| 1000+   | Prodrive Technologies | Son en Breugel | High Tech           |
| 1000+   | Simac                 | Veldhoven      | High Tech           |
| 800–999 | Ad van Geloven        | Helmond        | Agri & Food         |
| 500–799 | FEI                   | Eindhoven      | High Tech           |
| 500–799 | VDL ETG               | Eindhoven      | High Tech           |
| 500–799 | Bosch Rexroth         | Boxtel         | High Tech           |
| 500–799 | Bavaria               | Lieshout       | Agri & Food         |
| 500–799 | Van Rooi Meat         | Helmond        | Agri & Food         |
| 200–499 | Croon Elektrotechniek | Eindhoven      | High Tech           |
| 200–499 | NTS-Group             | Eindhoven      | High Tech           |
| 200–499 | Frencken Group        | Eindhoven      | High Tech           |
| 200–499 | Nedschroef            | Helmond        | High Tech           |
| 200–499 | TomTom Automotive     | Eindhoven      | High Tech           |
| 200–499 | ENTER                 | Eindhoven      | High Tech           |
| 200–499 | Innovam               | Helmond        | High Tech           |
| 200–499 | TKH Care Solutions    | Nuenen         | High Tech           |
| 200–499 | Simac ICT             | Veldhoven      | High Tech           |
| 200–499 | Nspyre                | Eindhoven      | High Tech           |
| 200–499 | Vodafone Customer     | Eindhoven      | High Tech           |
| 200–499 | Kuhn Geldrop          | Geldrop        | Agri & Food         |
| 200–499 | GEA Food Solutions    | Bakel          | Agri & Food         |
| 200–499 | Refresco Benelux      | Maarheeze      | Agri & Food         |
| 200–499 | FrieslandCampina      | Eindhoven      | Agri & Food         |
| 200–499 | Philips Design        | Eindhoven      | Creatieve Industrie |
| 200–499 | Endinet (Alliander)   | Eindhoven      | Energie             |

## Gemeenten
21 gemeenten met een totale oppervlakte van 1.457,81 km² en een totaal aantal inwoners van ca. 809.576 (bron: CBS) werken samen in de Metropoolregio Eindhoven. 
| Gemeente          | Inwonertal |
| ----------------- | ---------- |
| Asten             | 17.302     |
| Bergeijk          | 19.196     |
| Best              | 31.223     |
| Bladel            | 20.985     |
| Cranendonck       | 20.841     |
| Deurne            | 33.180     |
| Eersel            | 20.199     |
| Eindhoven         | 246.417    |
| Geldrop-Mierlo    | 40.733     |
| Gemert-Bakel      | 31.435     |
| Heeze-Leende      | 16.807     |
| Helmond           | 95.874     |
| Laarbeek          | 23.220     |
| Nuenen c.a.       | 24.231     |
| Oirschot          | 19.280     |
| Reusel-De Mierden | 13.577     |
| Someren           | 20.188     |
| Son en Breugel    | 17.959     |
| Valkenswaard      | 31.714     |
| Veldhoven         | 46.827     |
| Waalre            | 17.988     |
| Totaal            | 809.576    |